# .rs
.rs is de domeinextensie horend bij de landcode die volgens de ISO 3166-1 standaard is toebedeeld aan de republiek Servië. De landcode is toegekend nadat Montenegro en Servië op 3 juni 2006 werden afgesplitst van Servië en Montenegro (dat de landcode yu voerde). Aan Montenegro werd de landcode .me toegekend.
Er bestaat ook een Servisch domein .срб (srb) waarmee men Servische websites in het cyrillisch kan lezen. In plaats van www wordt dan њњњ gebruikt, omdat in het Servisch de letter w in het alfabet ontbreekt. De њ wordt gebruikt omdat deze bij een cyrillisch toetsenbord op de plek van de W van het QWERTY-toetsenbord zit. 
Verder wordt het domein soms door Engelstalige websites gebruikt om URL's te verkorten, aangezien veel Engelse woorden eindigen op rs.